# سیارک ۲۶۶۳۹
سیارک ۲۶۶۳۹ (به انگلیسی: 26639 Murgas، نامگذاری:2000JB7) بیست و شش هزار و ششصد و سی و نهمین سیارک کشف شده‌است که در ۵ مه ۲۰۰۰ کشف شد.
قدر مطلق سیارک برابر ۱۰.۲ است.